# 斯泰爾SSG 04狙擊步槍
斯泰爾SSG 04（德語：Scharfschützengewehr 04，意為：04式狙擊步槍）是一款由奥地利槍械製造商斯泰爾-曼利夏所研製及生產的旋转后拉式枪机狙擊步槍，是斯泰爾SSG 69狙擊步槍的改進型，可發射.243溫徹斯特（6.2×52毫米）、.308溫徹斯特（7.62×51毫米北約）和.300溫徹斯特麥格農（.300 Win Mag，7.62×67毫米）等口徑的步枪子彈。

## 歷史
進入21世紀，九一一襲擊事件發生之後，斯泰爾-曼利夏公司決定研製可以適用於反恐部隊的新型高精度狙擊步槍以取代SSG 69狙擊步槍。2004年，斯泰爾-曼利夏公司推出了斯泰爾SSG 04狙擊步槍。可是，SSG 04的出現卻沒有令反恐部隊滿意。可即使隨後又推出了SSG 08，施泰尔直到2023年才將相對地便宜的SSG 04停止生產。

## 設計細節
斯泰爾SSG 04的原型是斯泰爾-曼利夏公司的另一款名槍——斯太爾SBS步槍。不過亦與SSG 69有不少共通點，例如供彈、閉鎖、發射的方式和冷鍛法製造的槍管。SSG 04比舊式的SSG 69在各方面都有所提升，可說是SSG 69的理想繼承者。

### 槍管
SSG 04的槍口以上裝有制退器，可以降低發射時的後座力。重槍管為浮動式，因此並不會影響其射擊精度。而外表經過黑色磷化處理，以改進全槍外貌、增強耐久性、提高抗生銹及腐蚀（尤其是海洋等环境的盐腐蚀）、減輕全槍质量以及加強抗脫色能力以減少在夜間行動時會被發現的機會。

### 槍機
SSG 04的最大特徵2在於其採用了斯泰爾SBS 96的“保險槍機”，這種槍機是斯泰爾公司經過了8年的反復試驗和改進研製而成。它和SSG 69的槍機結構不同，將槍機開鎖角由SSG 69的60°改為70°，鎖耳數量是四個，並且把鎖耳移至槍機前端以實現閉鎖。
這種結構相比後端鎖耳閉鎖機構，可以大大改進槍機的受壓狀態。為了提高安全性能，新型槍機還設計了一個被鎖耳控制的軸衬密閉膛室。這種結構的閉鎖機構可以承受8,000巴的壓力，並且射擊中能在這種高壓以下可以保持平穩運行。

### 槍托
SSG 04所使用的槍托由黑色工程塑料所製成，具有防熱、防潮的優點，即使在惡劣天气以下也不會變形，可以經受實戰考驗，而且有利於提高步槍的射擊精度。配備可調整高低的托腮板和槍托底板（英語：Buttplate）以適合使用者身材。槍托表面去除了SSG 69的花紋，令握持更舒適。

### 供彈方式
SSG 04的可拆卸雙排式彈匣被稱為“高容彈量組合裝置”（英語：High-capacity-magazine kit），提高至10發。它還特別設計了第二個彈匣卡筍，當把彈匣向外拉出幾毫米時，可以將彈匣處於鎖定狀態。這時彈匣不能上彈，使用者可以安全地上彈、退彈，以至裝填一些與彈匣以內不同的特別彈種。這對於軍隊狙擊手而言非常實用，因為他們經常需要突然地改變所使用的子彈種類。

### 附件
SSG 04的機匣頂部配備了MIL-STD-1913戰術導軌，可以安裝不同的各種不同的日間／夜間光学狙擊鏡、紅點鏡／反射式瞄準鏡、棱鏡式瞄準鏡和／或夜視鏡，例如德國施密特-本德爾警用神槍手二型（Police Marksman II，簡稱：PM II）3—12×50毫米可變倍率光學狙擊鏡。為了方便攜帶，該槍槍托前後都安裝槍背帶環。SSG 04還改進了SSG 69沒有兩腳架安裝位置的缺失，在護木底部處裝有一個可折疊式兩腳架。

### 精度
SSG 04的準確程度比SSG 69更出色，散佈圓直徑小於20毫米。如果發射.300溫徹斯特麥格農口徑步枪子彈的話，性能更加優勢。

## 衍生型

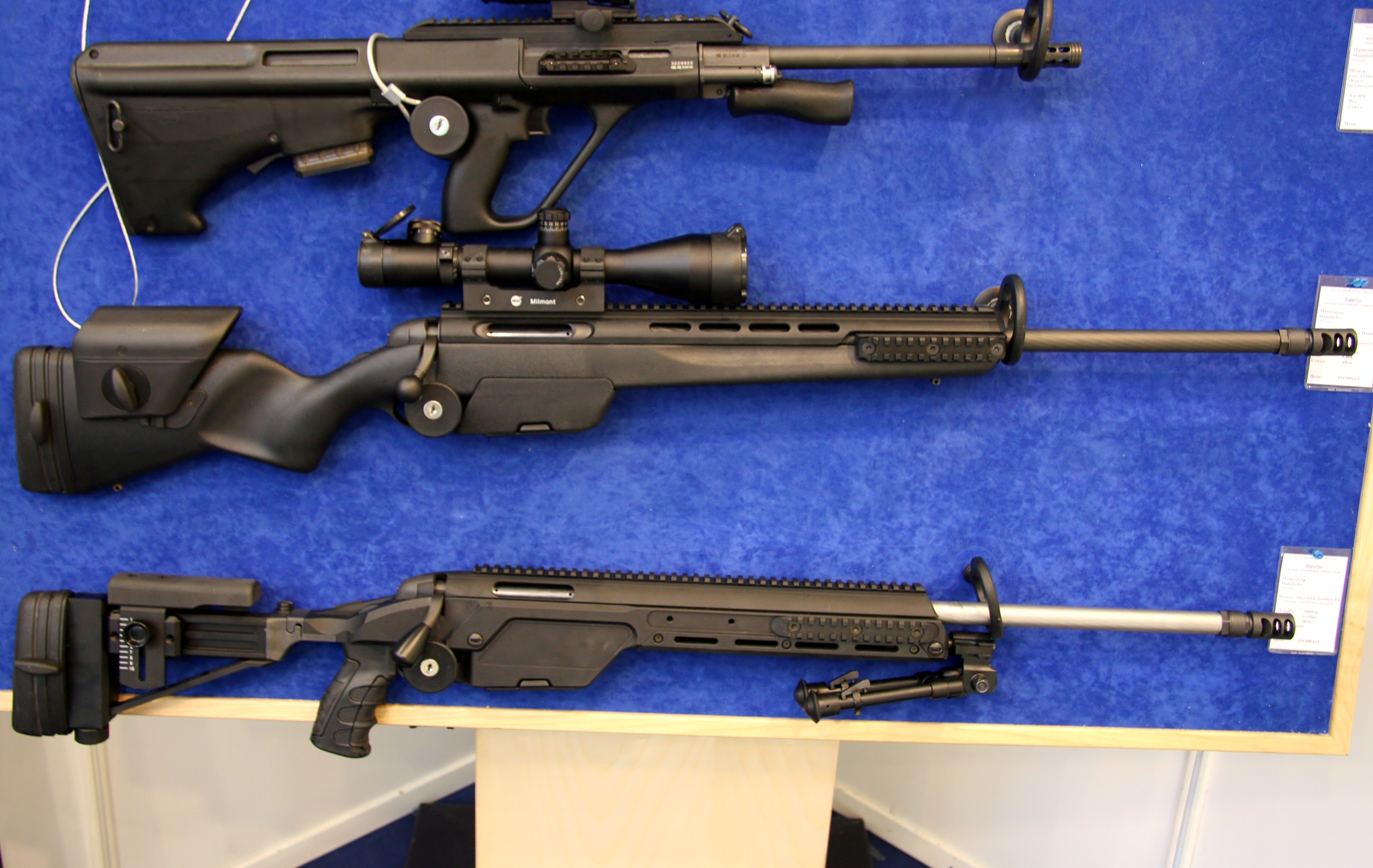
2011年俄羅斯國際軍警安防設備展（Interpolitex 2011）上的斯泰爾步槍展出槍，中間那枝是SSG 04 A1。

### SSG 04緊湊型
SSG 04緊湊型（德語：Scharfschützengewehr 04 Compact，意為：04式緊湊型狙擊步槍）是SSG 04的縮短型。只有7.62×51毫米北約口徑。

### SSG 04 A1
SSG 04 A1是SSG 04的專業改進型。它將SSG 04的機匣頂部配備的MIL-STD-1913戰術導軌延長至護木頂部，而護木左右兩側亦增設了戰術導軌以便於安裝槍械附件。此槍亦可發射.243溫徹斯特（6.2×52毫米）、.308 Winchester（7.62×51毫米北約口徑）和.300 Winchester Magnum（7.62×67毫米）三種步枪子彈口徑，槍管也有508毫米（20英吋）、600毫米（25.59英吋）、690毫米（27.17英吋）三種長度，可根據戰術需要選擇配備。

## 使用國
- 玻利维亚
- 印度尼西亞
- 愛爾蘭
  - 愛爾蘭和平衛隊緊急應變單位（SSG 04）
- 塞族共和國
  - 特別反恐單位（SSG 04 A1）
- 俄羅斯
  - 俄罗斯空降軍特種部隊[1]（30枝或以上的SSG 04 A1）
  - 俄羅斯海軍太平洋舰队海軍步兵旅

## 資料來源
1. ↑  .   [2011-12-24]. （原始内容存档于2017-04-20）.

- （英文）—Modern Firearms—Steyr-Mannlicher SSG 04 sniper rifle （页面存档备份，存于）
- （英文）—Steyr Mannlicher – official page
  - STEYR SSG 04
  - STEYR SSG 04 A1

## 外部連結
- （英文）—Steyr Mannlicher – official page – USA （页面存档备份，存于）
- （英文）—STEYR SSG 04
- （英文）—STEYR SSG 04 A1
- （英文）—Tactical-Life.com—Steyr Warriors | Review （页面存档备份，存于）
- （简体中文）—铁血网—［原创］奥地利重狙 STEYR SSG 04 （页面存档备份，存于）
- （简体中文）—槍炮世界—SSG04狙击步枪 （页面存档备份，存于）